# Jeremy Baker
Jeremy Baker ('s-Hertogenbosch, 5 augustus 1968) is een Nederlands/Brits acteur, komiek, stemacteur, tekst- en scenarioschrijver en vertaler.

## Indeling
Hij is vooral bekend van het satirische programma Koefnoen waarvoor hij tekstschrijver is en enkele imitaties doet, waaronder paus Benedictus XVI, Amy Winehouse, Albert Mol, Margaret Thatcher en Anne Frank. De sketches waarin hij als Nesrin 'stijl en klasse' bijbrengt aan 'sletjes' werden een YouTube-hit.  Koefnoen werd in 2006 onderscheiden met de Zilveren Nipkowschijf.
Baker volgde de Amsterdamse Toneelschool & Kleinkunstacademie, waar hij in 1990 met de Creativiteitsprijs en 1991 met de Pisuisse-prijs werd onderscheiden. Hij speelde mee in films als Belle van Zuylen - Madame de Charrière (1993) en in Richting Engeland (1993).
Als stemacteur is hij onder meer te horen in de televisieseries Titeuf, What's With Andy, All Grown Up! en Sanjay & Craig en in films als Finding Nemo, Arthur Christmas en The Chronicles Of Narnia: The Lion, the Witch and the Wardrobe.
Baker schreef liedteksten voor verschillende artiesten, bijvoorbeeld Adèle Bloemendaal, Loïs Lane, Willeke Alberti Ellen ten Damme en Paul de Leeuw. Hij schreef onder andere het scenario voor de film Fidessa. Vertalingen van musicals als o.a. Putting it Together, Blood Brothers (als Hartsvrienden) en Nonsens. In het Engels vertaalde hij de jeugdvoorstellingen Dribbel (als Spot), Raad 's Hoe Veel Ik Van Je Hou (als Guess How Much I Love You) en De Kleine Zeemeermin (als The Little Mermaid) voor tournees in Noord-Amerika en Canada, Azië en Australië. Voor Freek Bartels vertaalde hij in 2020 de theatermonoloog Buyer & Cellar.
In 2015 en 2016 stond Jeremy Baker in de theaters in de musical Robert Long. Naast Paul Groot als Robert Long speelde hij de rol van Leen Jongewaard, waarvoor hij in 2017 een Musical Award ontving. In 2016 speelde hij in de musical Into the Woods de rollen van Sjaak's Moeder en Roodkapje's Opoe. Tevens vertaalde hij het script en de liedteksten van deze musical. Voor zowel zijn vertaling als acteerwerk in deze productie werd hij genomineerd voor een Musical Award.
In 2019 speelde hij de rol van de gijzelaar Gier in de televisieserie De club van lelijke kinderen: De staatsgreep. In 2020 speelde hij mee in de boekverfilming I.M., een tv-serie van Michiel van Erp in de rol van filmregisseur Frans Weisz. In 2024 was hij in het theater te zien met A xXxmas Carola, waarin hij een reeks rollen vervulde.